# Saemangeum

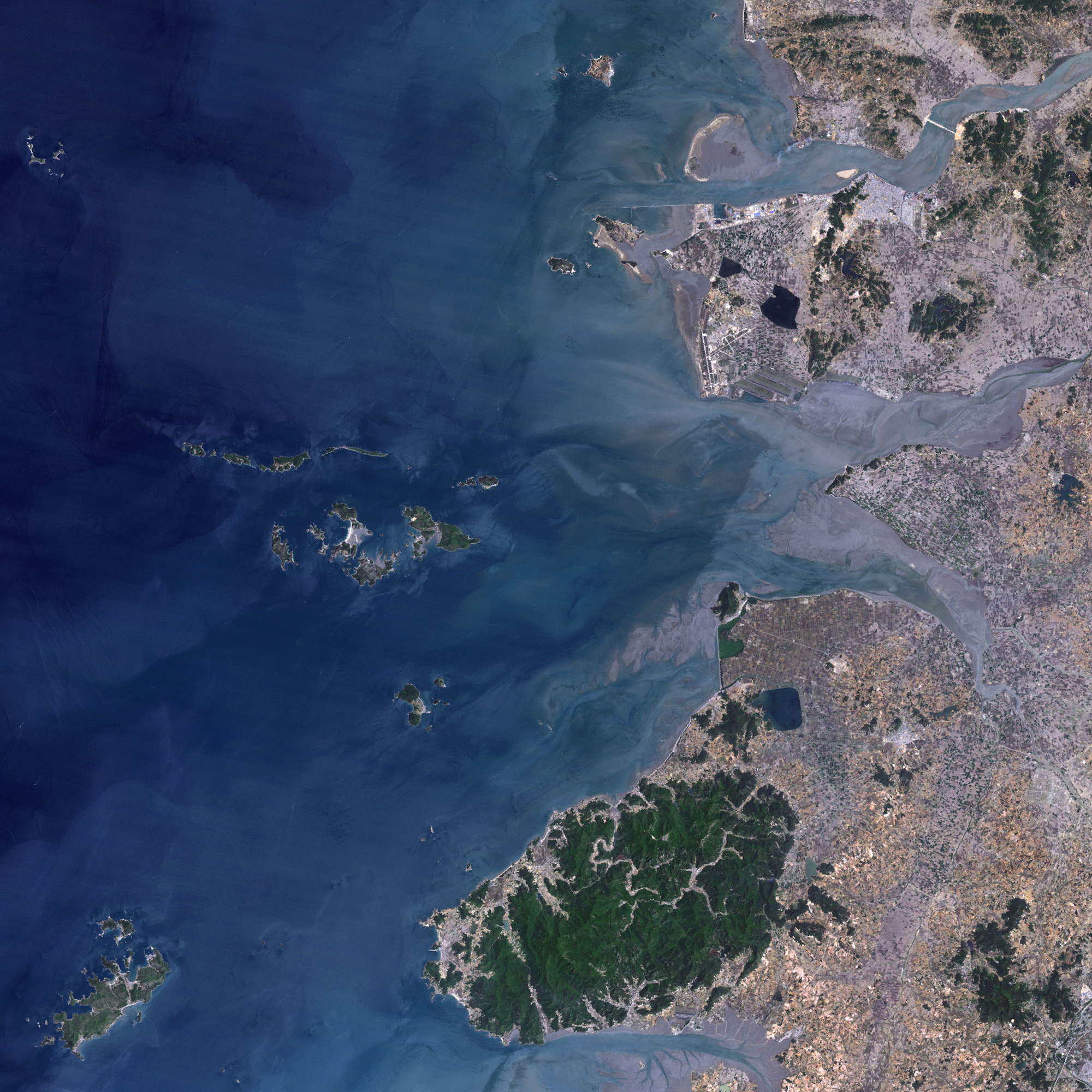
Das Saemangeum vor dem Bau des Dammes.

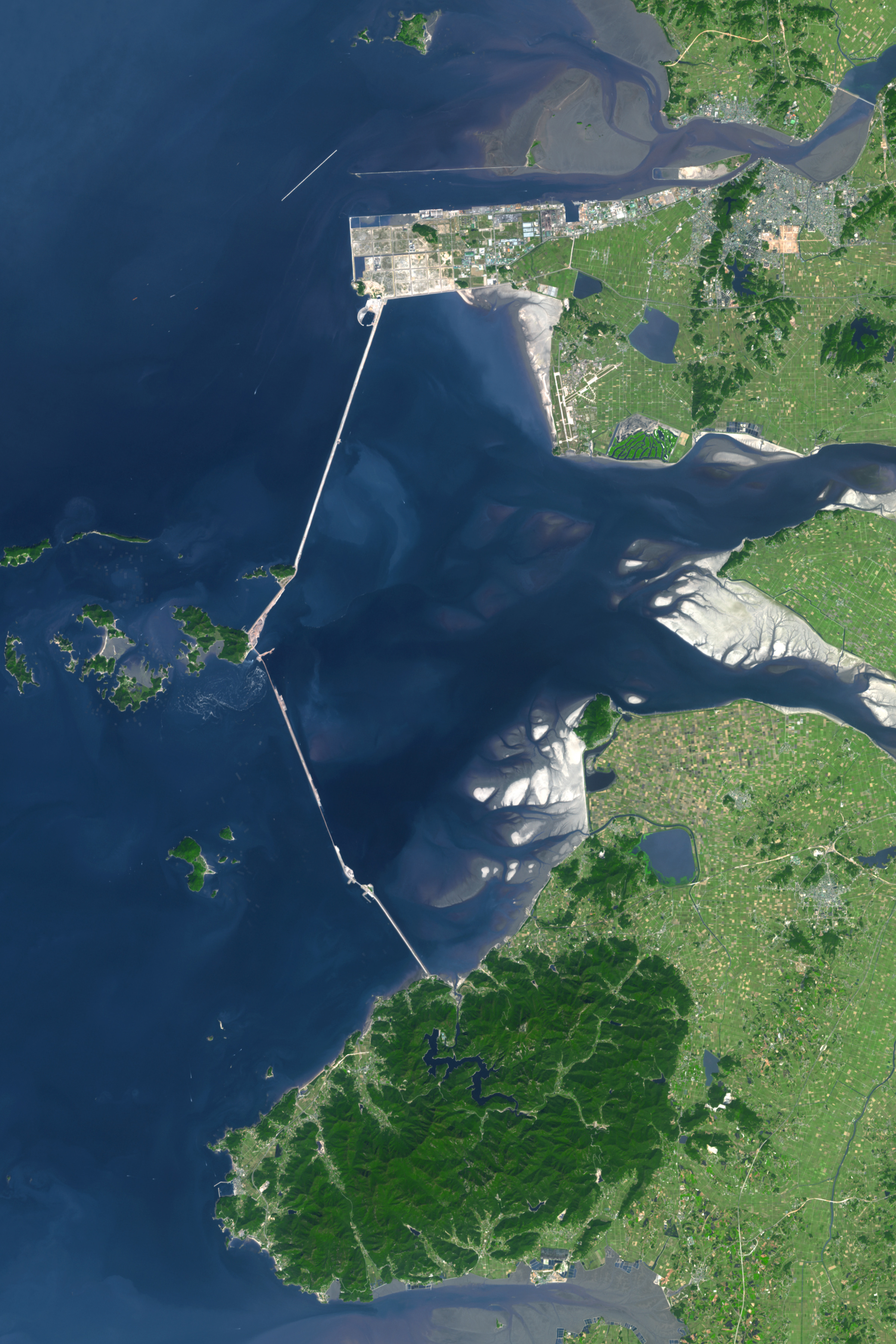
Das Saemangeum 2006.

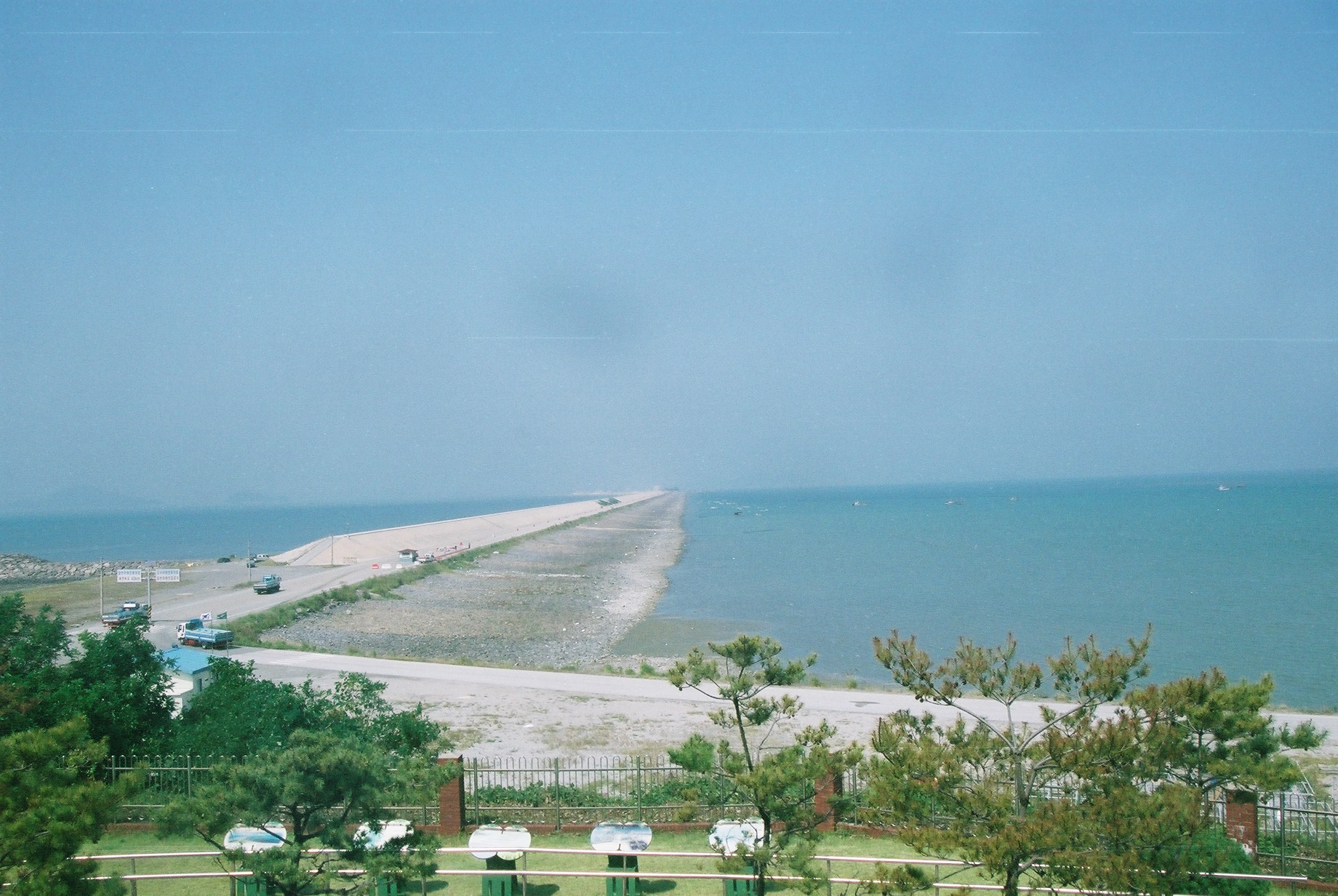
Der Bau des Dammes

Das Saemangeum war ein Wattenmeer in Südkorea. Im April 2006 wurde ein lange umkämpfter Damm fertiggestellt, der das ehemalige Wattenmeer in eine landwirtschaftlich und industriell genutzte Fläche umwandeln soll. Das Gebiet liegt an der südkoreanischen Westküste im Mündungsbereich der Flüsse Dongjin-gang und Man-gyeonggang zwischen den beiden Städten Gunsan und Buan. Es ist Teil des Gelben Meeres.
Mit einer Fläche von 400 Quadratkilometern gehörte das Wattenmeer Saemangeum zusammen mit dem Minas Basin an der kanadischen Fundybucht zu den größten Wattenmeeren nach dem Wattenmeer der Nordsee.

## Das Watt
Der Grund des Wattenmeeres Saemangeum unterlag dem Einflussbereich der Gezeiten, so dass es zwei Mal täglich bei Niedrigwasser trockenfiel. Den trockengefallenen Bereich nennt man Watt.
Es gibt verschiedene Wattarten. Das Sandwatt, das Mischwatt und das Schlickwatt. Das Watt des Wattenmeeres Saemangeum (새만금 갯벌) wies einen dichten Bewuchs von Kieselalgen auf.

### Flora und Fauna
Die Landschaft des Wattenmeeres Saemangeum bot weit über 600 verschiedenen Tierarten einen Lebensraum. Etwa 200 dieser Arten lebten im Gezeitenbereich, mehr als 400 weitere Arten im ständig überfluteten Bereich.
Das Wattenmeer Saemangeum galt bis zum Bau des Deiches als der wichtigste Rastplatz für Zugvögel im ostasiatischen Raum, welche in Sibirien brüteten und in Australien überwinterten. Dazu gehörten unter anderem 30 verschiedene  Regenpfeifer-Arten. Für den stark gefährdeten Tüpfelgrünschenkel stellte dieses Wattenmeer ein wichtiges Überwinterungsgebiet dar, für den vom Aussterben bedrohten Löffelstrandläufer, dessen Population auf 2000 Tiere zurückgegangen ist, ist das Wattenmeer Saemangeum sogar der einzige bekannte Rastplatz.

## Saemangeum-Damm
Seit Anfang der 1990er Jahre beabsichtigte die südkoreanische Regierung eine weitreichende Eindeichung des Wattenmeeres Saemangeum zur Landgewinnung. Der Deich wurde im April 2006 fertiggestellt. Diese große Eindeichungsmaßnahme mit einer Deichlänge von 33 Kilometern zerstörte große Teile des Naturraumes.

### Widerstand
Umweltorganisationen und Teile der Bevölkerung versuchten das Vorhaben abzuwenden. Die Gegner versuchten, das Projekt mit Klagen zu stoppen. Im Juli 2003 erreichten sie die vorläufige Aussetzung der Bauausführung durch das südkoreanische Verwaltungsgericht. Doch bereits im Januar 2004 beschloss das Oberste Gericht die Fortführung der Bauarbeiten.

### Folgen
Der maximale Tidenhub ist nach Fertigstellung des Dammes von 7 auf 1 Meter zurückgegangen. Im April 2007 war ein Großteil der ehemaligen Wattflächen zerstört. Die Gebiete waren entweder dauerhaft überflutet oder trockneten aus.
Das Wattenmeer war ein wichtiger Rastplatz für Zugvögel. Während im April und Mai des Jahres 2006 noch mehr als 198.000 Vögel gezählt wurden, waren es im Jahr 2007, ein Jahr nach Fertigstellung des Damms, nur noch 88.000.

## Industriegebiet
Im Norden der Neulandflächen entsteht ein großes Industriegebiet. Die OCI Company errichtete bis 2016 ein 303-MW-GuD-Kraftwerk. Außerdem siedelten sich Unternehmen wie Toray an.